# Amandus Streer
Amandus Streer, pokřtěný Antonín Vojtěch (18. září 1702 Stříbro – 1783 Kladruby), byl římskokatolický kněz a benediktin, v letech 1756 - 1783 opat Kladrubského kláštera.

## Život
Poslední kladrubský opat Amandus Streer, rodák ze Stříbra. Působil nejprve jako probošt v Touškově, pak byl profesorem filozofie na pražském semináři, stal se superiorem v Přešticích a posléze byl rodinným radou u hraběte Morzina v Lukavici u Přeštic. Opatem se stal v roce 1756 ve svých 54 letech. Klášter převzal v dobrém stavu, ale v období tereziánských a josefínských reforem už neměl velký prostor pro jeho další rozvoj. Podařilo se mu dovést téměř do konce stavbu přeštického chrámu, i když ani ten nebyl zcela hotov, neboť mu k dokončení chyběly obě věže a kupole (věže byly dohotoveny teprve roku 1995, kupole vůbec). Při jeho slavnostním otevření v roce 1775 byli přítomni opati z Kladrub, Plas, Teplé, Chotěšova, sv. Mikuláše v Praze, sv. Ivana v Ostrově a rovněž plzeňský arciděkan.
U pražského sochaře Bedřicha Eignera nechal v roce 1777 zhotovit za 5200 zlatých mramorové oltáře sv. Scholastiky a sv. Magdaleny. Rovněž se uvádí, že u stejného sochaře objednal zhotovení oltářů s relikviemi sv. Jukunda, sv. Viktoriána a sv. Aureliána, i když zřejmě poslední dva jmenované byly již hotové za opata Josefa Siebera. Ze zrušeného kláštera v Chotěšově koupil nové kapitulní lavice, které se pak po roce 1785 dostaly do židovské synagogy v Novém Sedlišti. Zasloužil se o znovuvýstavbu kostela sv. Jakuba na náměstí v Kladrubech po jeho požáru v roce 1711, dále i stavbu kostelů v Městě Touškově, Jezné, Damnově a položil základní kámen k farnímu kostelu ve Skapcích. V době sedmileté války, když přitáhly ke Kladrubům pruské trestné oddíly, uchýlil se do kláštera v hornofalckém Reichenbachu. V roce 1773 se stal vizitátorem všech benediktinských klášterů v Čechách, i když se o tuto funkci ucházel také břevnovský opat Rautenstrauch.
Když za vlády císaře Josefa II. začalo rušení klášterů, snažil se Streer zachránit svůj klášter zřízením vzorové hlavní školy, do jejíhož čela povolal v roce 1782 zkušeného pedagoga Wenzela Lenhardta z Prahy, který „zaučoval“ dosavadního ředitele klášterní latinské školy Christofa Löwa, pod něhož spadala i tzv. normální německá škola v Kladrubech i další školy farní a vedlejší v Touškově, Přešticích, Kostelci, Holostřevech, Skapcích, Hněvnicích, Benešovicích, Lázu, Brodu a Milevě.
V klášteře dožíval svůj život stařičký lékař Johann Zeidler, bývalý konšel a purkmistr města Stříbra, známý znalec a pěstitel léčivých bylin, který tu zemřel roku 1775 a byl uložen do mnišské hrobky. Opat Amandus Streer se zrušení kláštera nedočkal a zemřel v roce 1783 ve věku 81 let. Jeho podoba je zachycena na vzácné olejomalbě v drahém barokním rámu a je součástí expozice opatského bytu v klášteře. Opatův obraz, který byl namalován po jeho smrti je také ve farním kostele v Městě Touškově. Nástupcem Streera měl být doktor Jošt Hoch, ale jeho volba už nebyla povolena, a tak zůstal jen převorem. Po zrušení kláštera se ThDr. Jošt Hoch stal farářem v Městě Touškově, kde zůstal až do své smrti v roce 1806.